# 모과차

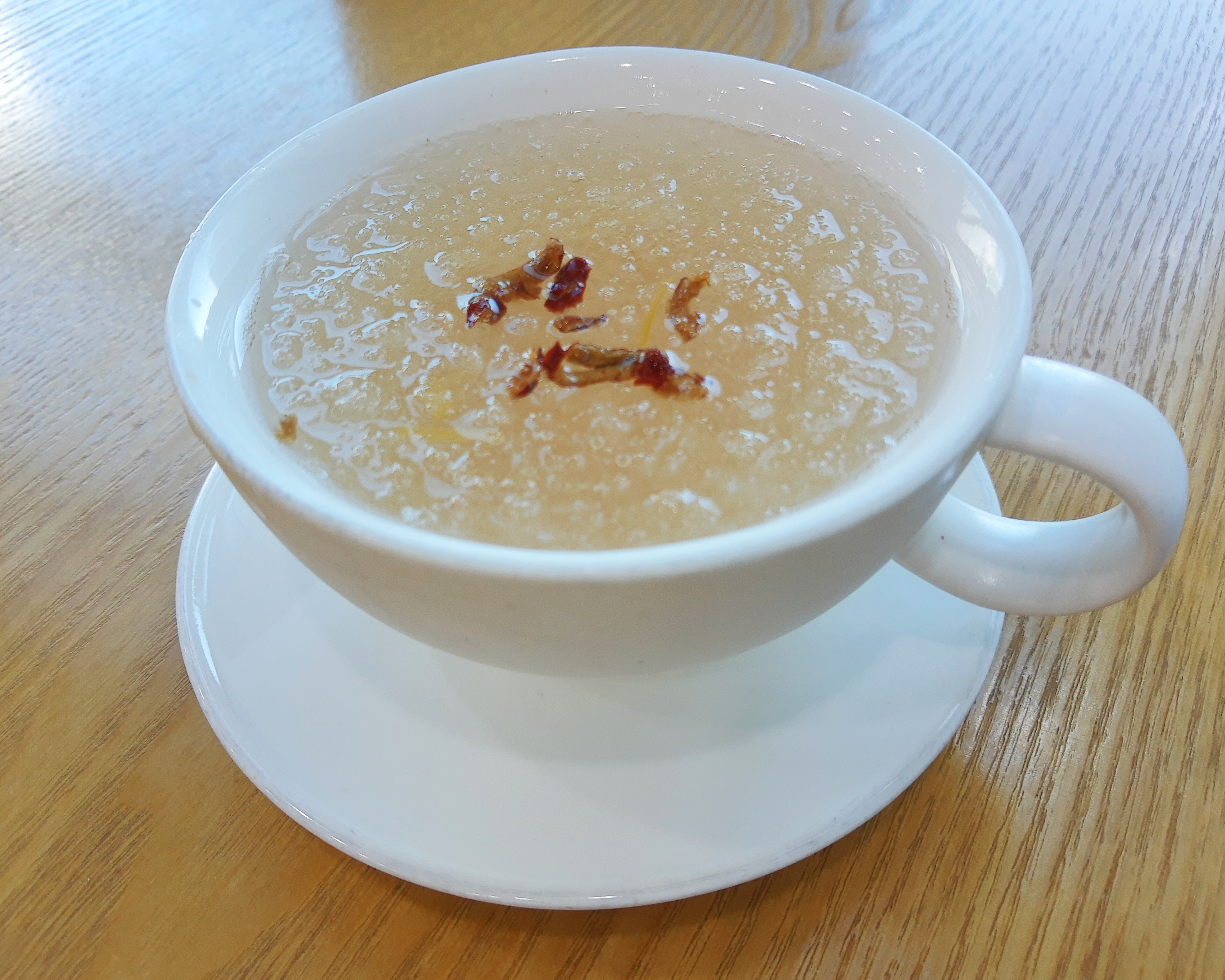
모과차 1

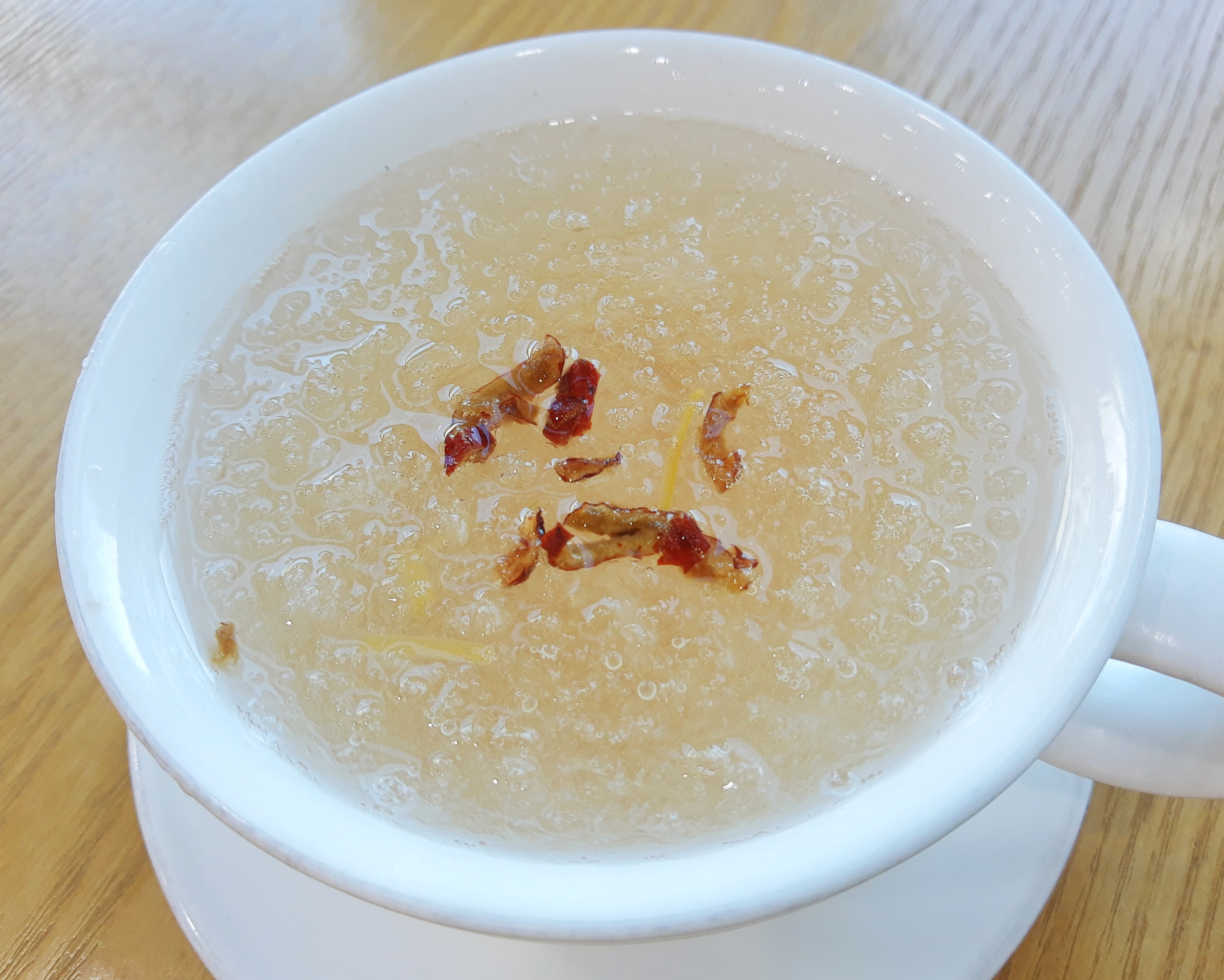
모과차 2

모과차(木瓜茶)는 모과로 만든 차이다. 유자차와 비슷하게 만든다. 그러나 매실처럼 알콜화가 진행되기 쉽다.

## 갤러리

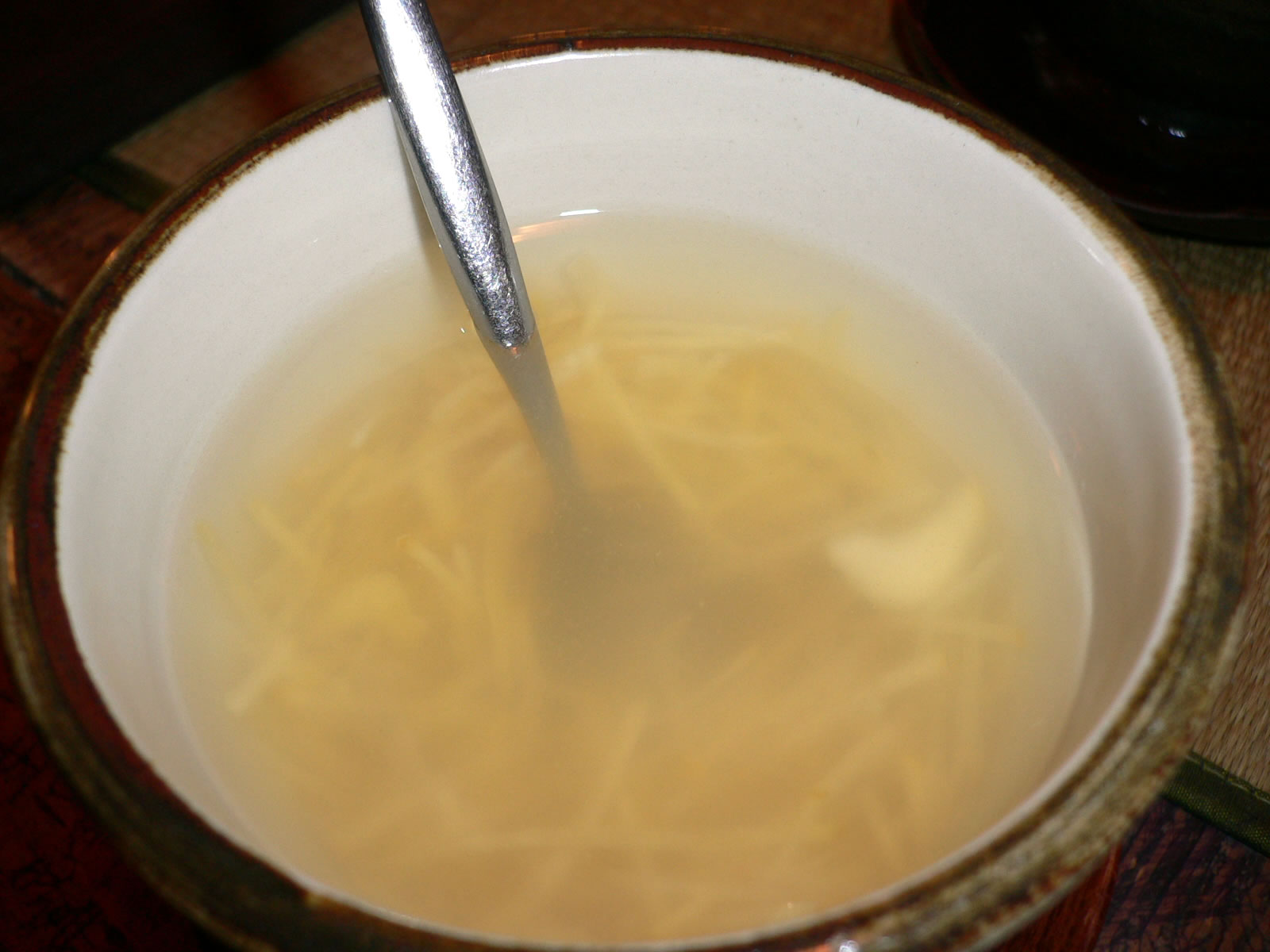
모과차

## 같이 보기
- 매실차